# Tiger (Schiff, 1929)
Die Tiger war ein Torpedoboot der Reichs- und Kriegsmarine und gehörte zur Raubtier-Klasse. Das Schiff sank kurz vor Beginn des Zweiten Weltkrieges nach einer Kollision am 27. August 1939.

## Geschichte

### Bau
Das Boot wurde mit der Baunummer 112 am 4. Mai 1927 auf der Marinewerft in Wilhelmshaven auf Kiel gelegt. Das Boot lief gemeinsam mit seinen Schwesterschiffen Jaguar, Leopard und Luchs am 15. März 1928 vom Stapel. Die Taufrede hielt Vizeadmiral Iwan Oldekop; die Taufe nahm Konteradmiral Karl von Bodecker vor, der letzte Kommandant des Kanonenbootes Tiger.

### Indiensthaltung 1928 bis 1937
Nach ihrer Indienststellung am 15. Januar 1929 folgten für die Tiger bis Ende Juni 1929 die obligatorischen Probefahrten. Die Besatzung kam von dem außer Dienst gestellten alten Torpedoboot V 6. Nach Abschluss der Probefahrten kam die Tiger zur 3. Torpedoboot-Halbflottille, wo sie als Führerboot diente. Von April bis Juni 1930 nahm das Boot an einer Auslandsreise ins Mittelmeer teil, auf der Vigo, Almería, Catania, Split, Lissabon und andere Städte besucht wurden. Im Herbst 1932 fuhr die Tiger in der Ostsee und besuchte Helsinki und Riga. Weitere Ausbildungsfahrten folgten 1934 in norwegischen Gewässern. Am 1. Oktober 1935 kam die Tiger zur 3. T-Flottille. Im September 1936 wurde das Boot für einen kurzen Einsatz in spanische Gewässer entsandt, wo es an der dortigen internationalen Seeblockade teilnahm. Im November/Dezember 1936 wurde dieser Einsatz wiederholt. Im Mai 1937 war die Tiger das Begleitboot der Staatsyacht Grille für deren Fahrt nach Kiel, nachdem sie am 5. Mai beim Stapellauf der Wilhelm Gustloff anwesend gewesen war; an Bord der Grille befanden sich Adolf Hitler und sein Einsatzstab. Im Juni und Juli 1937 erfolgte ein weiterer Einsatz in spanischen Gewässern. Nach der Rückkehr nach Deutschland wurde das Boot am 17. Juli 1937 außer Dienst gestellt.

### Indiensthaltung 1937 bis 1939
Am 10. Dezember 1937 kam die Tiger bereits wieder in Dienst, als Ersatz für die Seeadler, und übernahm Ausbildungsaufgaben künftiger Zerstörerbesatzungen. Im Februar 1938 wurde das Boot wieder der 3. T-Flottille unterstellt. Im März des gleichen Jahres stellte es zusammen mit der Wolf und der Iltis die Ablösung der 4. T-Flottille in spanischen Gewässern. Im Juli 1938 kehrte das Boot nach Deutschland zurück. Dort wurde die 3. T-Flottille in 6. T-Flottille umbenannt. Im August 1939 nahm die Tiger an der Überwachung des Schiffsverkehrs in der Ostsee teil.

### Verbleib
Dabei kollidierte die abgeblendet fahrende Tiger am 27. August 1939 um 3.15 Uhr mit dem Zerstörer Max Schultz südöstlich von Bornholm und sank innerhalb weniger Minuten auf Position 55° 11′ N, 15° 50′ O. Zwei Besatzungsmitglieder verloren dabei ihr Leben.

## Kommandanten
| 15. Januar 1929 bis September 1929    | Oberleutnant zur See Hans-Joachim Gadow                 |
| September 1929 bis Oktober 1931       | Kapitänleutnant Günther Gumprich                        |
| Oktober 1931 bis September 1933       | Oberleutnant zur See / Kapitänleutnant Friedrichs       |
| September 1933 bis September 1935     | Oberleutnant zur See / Kapitänleutnant Max-Eckart Wolff |
| September 1935 bis Juli 17. Juli 1937 | Kapitänleutnant Hugo Förster                            |
| 10. Dezember 1937 bis Januar 1938     | Kapitänleutnant Günther Wachsmuth                       |
| Februar 1938 bis 27. August 1939      | Kapitänleutnant Helmut Neuss                            |

## Bekannte Besatzungsangehörige
- Max-Eckart Wolff (1902–1988), war von 1957 bis 1963 als Flottillenadmiral Kommandeur im Kommando der Flottenbasis